# Karel Haas (voják)
Major Karel Haas (9. srpna 1913 Olomouc[zdroj?] – 3. května 1943 Věznice Plötzensee) byl důstojník československé armády, pedagog, skaut a odbojář z období druhé světové války popravený nacisty.

## Život
Karel Haas se narodil 9. srpna 1913 Karlu a Antonii Haasovým. V roce 1924 nastoupil na Slovanské gymnázium v Olomouci, v průběhu sexty ale přestoupil na katolický učitelský ústav. Od roku 1934 působil jako vedoucí oddílu katolického skauta, později jako instruktor. Po ukončení učitelských studií v roce 1935 působil jako učitel, v roce 1936 nastoupil na základní vojenskou službu, v rámci které absolvoval důstojnickou školu. V letech 1937 a 1938 studoval na Vojenské akademii v Hranicích, poté byl v hodnosti poručíka odvelen na Slovensko do Rimavské Soboty, kde se seznámil se svou budoucí manželkou Martou. Po rozdělení Československa v březnu 1939 byl nucen se vrátit v té době již do Protektorátu Čechy a Morava. Zprvu učil v Olomouci, po oficiálním rozpuštění armády byl koncem roku 1940 umístěn jako úředník okresního úřadu ve Zlíně. V únoru 1941 se oženil. Do protinacistického odboje vstoupil tím, že z titulu své funkce vydal legitimace sovětským parašutistům. Za to byl 21. dubna zatčen gestapem a postupně vězněn na Pankráci, Drážďanech, Intershausenu a berlínské věznici Alt-Moabit. Dne 3. května 1943 byl popraven gilotinou v další berlínské věznici Plötzensee.

## Posmrtná ocenění
- Karel Haas obdržel in memoriam Junácký kříž „Za vlast“ 1939–1945 zlatého stupně
- Karel Haas byl in memoriam povýšen do hodnosti štábního kapitána, po jejím zrušení mu přináleží hodnost majora
- Po Karlu Haasovi nese jméno olomoucké 4. skautské středisko[1]